# The Strain (Fernsehserie)
The Strain ist eine US-amerikanische Horror-Fernsehserie, die auf der im Original gleichnamigen Romanserie des Regisseurs Guillermo del Toro und des Drehbuchautors Chuck Hogan basiert. Sie startete in den USA am 13. Juli 2014 beim Kabelsender FX. In Deutschland lief sie ab dem 12. Februar 2015 auf dem Pay-TV-Sender Sky Atlantic HD, die Free-TV-Ausstrahlung erfolgte ab dem 29. Juli 2015 auf ProSieben.

## Handlung
Eine in Berlin gestartete Boeing landet mit ausgeschaltetem Licht und verschlossenen Türen auf dem John F. Kennedy International Airport in New York City. Der Epidemiologe Dr. Ephraim Goodweather, der eine schwierige Scheidung durchlebt, und seine Kollegin Nora Martinez werden zur Untersuchung geschickt. An Bord finden sie 206 Tote, Opfer einer mysteriösen Krankheit und nur vier Überlebende. Die Situation verschlechtert sich, als die Leichen aus der Leichenhalle verschwinden. Bald erkranken Menschen an einer parasitären Wurminfektion, die sie in Vampire, insbesondere Strigoi, verwandelt. Goodweather und Martinez müssen mit Hilfe des Rattenvernichters Vasiliy Fet und des Hackers Dutch Velders unter der Leitung eines alten, armenischen Vampirjägers und Holocaust-Überlebenden namens Abraham Setrakian, der einst mit dieser Krankheit zu kämpfen hatte, versuchen, ihr Volk und die Stadt vor dieser uralten Bedrohung zu retten. Die Verantwortlichen sind Eldritch Palmer, ein sterbender alter machtgieriger Milliardär, und Thomas Eichhorst, ein Nazi, der zum Vampir wurde und Setrakian aus der Zeit des Nationalsozialismus kennt. Er und sein Meister wollen die Erde in ewige Dunkelheit stürzen, um die Menschheit zu versklaven. Wie kann die Apokalypse noch aufgehalten werden?

## Besetzung und Synchronisation
Die deutsche Synchronisation entstand nach einem Dialogbuch von Stefan Ludwig, Helen Wilke und Hilke Flickenschildt und unter der Dialogregie von Ludwig und Reinhard Knapp durch die Synchronfirma Cinephon in Berlin.

### Hauptdarsteller
| Rollenname                    | Schauspieler       | Hauptrolle      | Nebenrolle | Synchronsprecher                                      |
| ----------------------------- | ------------------ | --------------- | ---------- | ----------------------------------------------------- |
| Dr. Ephraim „Eph“ Goodweather | Corey Stoll        | 1.01–4.10       |            | Martin Lohmann                                        |
| Professor Abraham Setrakian   | David Bradley      | 1.01–4.08, 4.10 |            | Uwe Karpa                                             |
| Dr. Nora Martinez             | Mía Maestro        | 1.01–2.13       |            | Melanie Hinze                                         |
| Vasiliy Fet                   | Kevin Durand       | 1.01–4.10       |            | Eduard Burza                                          |
| Thomas Eichhorst              | Richard Sammel     | 1.01–4.07       |            | Robert Missler (Staffel 1) Richard Sammel (Staffel 2) |
| Eldritch Palmer               | Jonathan Hyde      | 1.01–4.10       |            | Kaspar Eichel                                         |
| Jim Kent                      | Sean Astin         | 1.01–1.08       | 2.12       | Patrick Bach                                          |
| Gabriel Bolivar/Der Meister   | Jack Kesy          | 1.01–2.13       | 3.01–3.03  | Tommy Morgenstern                                     |
| Augustin „Gus“ Elizalde       | Miguel Gomez       | 1.01–4.10       |            | Nico Sablik                                           |
| Kelly Goodweather             | Natalie Brown      | 1.01–3.10       | 4.01, 4.06 | Gerit Kling                                           |
| Zachary „Zack“ Goodweather    | Ben Hyland         | 1.01–1.13       |            | Matthis Schmidt-Foß                                   |
| Zachary „Zack“ Goodweather    | Max Charles        | 2.01–4.10       |            | Leonid Wiedersich                                     |
| Der Meister (Stimme)          | Robin Atkin Downes | 2.01–4.10       | 1.01–1.13  | Oliver Stritzel                                       |
| Dutch Velders                 | Ruta Gedmintas     | 2.01–4.10       | 1.04–1.13  | Svantje Wascher                                       |
| Mr. Quinlan                   | Rupert Penry-Jones | 2.05–4.10       |            | Sven Gerhardt                                         |
| Justine Feraldo               | Samantha Mathis    | 3.01–3.09       | 2.02–2.13  | Marion Elskis                                         |
| Angel Guzman Hurtado          | Joaquín Cosío      | 3.01–3.09       | 2.04–2.13  | Abelardo Decamilli                                    |

### Nebendarsteller
| Rollenname              | Schauspieler          | Episoden  | Synchronsprecher                                             |
| ----------------------- | --------------------- | --------- | ------------------------------------------------------------ |
| Reggie Fitzwilliam      | Roger Cross           | 1.01–2.06 | Tilo Schmitz                                                 |
| Dr. Everett Barnes      | Daniel Kash           | 1.01–2.05 | Jörg Hengstler                                               |
| Alonso Creem            | Jamie Hector          | 1.04–4.07 | Simon Derksen (Staffel 1–2) Alexander Ziegenbein (Staffel 4) |
| Mariela Martinez        | Anne Betancourt       | 1.05–1.12 |                                                              |
| Nikki                   | Nicola Correia-Damude | 1.08–2.12 | Nadine Zaddam                                                |
| Coco Marchand           | Lizzie Brocheré       | 2.01–2.13 | Kaya Marie Möller                                            |
| Jusef Sardu/Der Meister | Robert Maillet        | 2.01–4.06 |                                                              |
| Frank Kowalski          | Paulino Nunes         | 2.03–3.09 | Sebastian Christoph Jacob                                    |
| Sanjay Desei            | Cas Anvar             | 3.05–4.09 | Benjamin Stöwe                                               |
| Charlotte               | Rhona Mitra           | 4.01–4.06 | Sandrine Mittelstädt                                         |
| Alex Green              | Angel Parker          | 4.01–4.07 | Cornelia Waibel                                              |
| Captain Daniel Roman    | K. C. Collins         | 4.01–4.10 | Asad Schwarz                                                 |
| Raul                    | Michael Reventar      | 4.02–4.07 | Felix Spieß                                                  |

## Produktion
2006 entwarf Guillermo del Toro eine ausführliche Outline für The Strain als Fernsehserie und stellte diese dem Sender Fox vor. Da Fox jedoch The Strain als Comedyserie anlegen wollte, brach del Toro die Verhandlungen ab. Der Literaturagent Richard Abate schlug del Toro daraufhin vor, die Outline gemeinsam mit dem Drehbuchautor Chuck Hogan in Romanform weiterzuentwickeln, woraus schließlich die Strain-Trilogie wurde. Der erste Teil Die Saat (im Original The Strain) erschien 2009, der zweite Teil Das Blut (im Original The Fall) 2010 und der dritte Teil Die Nacht (im Original The Night Eternal) 2011.
Nach der Veröffentlichung des ersten Teils zeigten mehrere Filmstudios und Fernsehsender Interesse an den Rechten für eine Verfilmung, allerdings lehnten del Toro und Hogan zunächst sämtliche Angebote ab, um nicht von Verfilmungen an der weiteren Entwicklung der Fortsetzungen beeinflusst zu werden. Nach der Veröffentlichung des dritten Teiles verhandelten sie mit sämtlichen Fernsehsendern, die am Anfang Interesse gezeigt hatten, und entschieden sich schließlich für eine Zusammenarbeit mit dem Sender FX, da dieser sich weitestgehend an die Romanvorlage halten wollte und auch das Konzept einer abgeschlossenen Serie mit drei bis fünf Staffeln unterstützte.
Del Toro und Hogan hatten die Geschichte anfangs auf fünf Staffeln ausgelegt (die Handlung des ersten Bandes der Trilogie sollte in einer Staffel und die Fortsetzungen jeweils in zwei Staffeln erzählt werden). Nach Fertigstellung der dritten Staffel entschieden sich del Toro, Hogan und Showrunner Carlton Cuse jedoch, den letzten Teil der Trilogie in einer Staffel zu erzählen. Aus diesem Grund und aufgrund sinkender Einschaltquoten beschlossen die Autoren und der Sender schließlich, die Serie bereits nach vier Staffeln zu beenden.

## Ausstrahlung

### Vereinigte Staaten
Die Serie startete in den USA am 13. Juli 2014 beim Kabelsender FX. Am 6. August 2014 verlängerte FX The Strain um eine zweite Staffel mit 13 Episoden, diese wurde vom 12. Juli bis zum 4. Oktober 2015 in den Vereinigten Staaten ausgestrahlt und vom 17. September bis 10. Dezember 2015 in Deutschland. Am 7. August 2015 bestellte FX die dritte Staffel, die seit dem 28. August 2016 von FX ausgestrahlt wird. Im September 2016 verlängerte FX die Serie um eine vierte und letzte Staffel.
Nach dem Erfolg der ersten Staffel war ursprünglich auch eine fünfte Staffel geplant, aufgrund sinkender Einschaltquoten beschloss man bei FX Network jedoch, die Serie mit der vierten Staffel enden zu lassen.

### Deutschland
In Deutschland läuft sie seit dem 12. Februar 2015 auf dem Pay-TV-Sender Sky Atlantic HD, die Free-TV-Ausstrahlung erfolgt seit dem 29. Juli 2015 auf ProSieben.

## Episodenliste

### Staffel 1
| Nr. (ges.) | Nr. (St.) | Deutscher Titel        | Originaltitel          | Erstausstrahlung USA | Deutschsprachige Erstausstrahlung (D) | Regie              | Drehbuch                                      | Quoten (USA) |
| ---------- | --------- | ---------------------- | ---------------------- | -------------------- | ------------------------------------- | ------------------ | --------------------------------------------- | ------------ |
| 1          | 1         | Flug 753               | Night Zero             | 13. Juli 2014        | 12. Feb. 2015                         | Guillermo del Toro | Guillermo del Toro & Chuck Hogan              | 2,99 Mio.    |
| 2          | 2         | Blutdurst              | The Box                | 20. Juli 2014        | 19. Feb. 2015                         | David Semel        | David Weddle & Bradley Thompson               | 2,12 Mio.    |
| 3          | 3         | Ratten                 | Gone Smooth            | 27. Juli 2014        | 26. Feb. 2015                         | David Semel        | Chuck Hogan                                   | 2,30 Mio.    |
| 4          | 4         | Emma lebt              | It’s Not for Everyone  | 3. Aug. 2014         | 5. März 2015                          | Keith Gordon       | Regina Corrado                                | 2,27 Mio.    |
| 5          | 5         | Strigoi                | Runaways               | 10. Aug. 2014        | 12. März 2015                         | Peter Weller       | Gennifer Hutchison                            | 2,03 Mio.    |
| 6          | 6         | Schwarze Sonne         | Occultation            | 17. Aug. 2014        | 19. März 2015                         | Peter Weller       | Justin Britt-Gibson                           | 2,28 Mio.    |
| 7          | 7         | Herr Eichhorst         | For Services Rendered  | 24. Aug. 2014        | 26. März 2015                         | Charlotte Sieling  | David Weddle & Bradley Thompson               | 2,43 Mio.    |
| 8          | 8         | Kreaturen der Nacht    | Creatures of the Night | 31. Aug. 2014        | 2. Apr. 2015                          | Guy Ferland        | Chuck Hogan                                   | 1,91 Mio.    |
| 9          | 9         | Die Verschwundenen     | The Disappeared        | 7. Sep. 2014         | 9. Apr. 2015                          | Charlotte Sieling  | Regina Corrado                                | 1,87 Mio.    |
| 10         | 10        | Rattenfänger           | Loved Ones             | 14. Sep. 2014        | 16. Apr. 2015                         | John Dahl          | Gennifer Hutchison                            | 2,22 Mio.    |
| 11         | 11        | Der Schlaf der Vampire | The Third Rail         | 21. Sep. 2014        | 23. Apr. 2015                         | Deran Sarafian     | Justin Britt-Gibson & Chuck Hogan             | 2,28 Mio.    |
| 12         | 12        | Miriams Herz           | Last Rites             | 28. Sep. 2014        | 30. Apr. 2015                         | Peter Weller       | Carlton Cuse, David Weddle & Bradley Thompson | 1,97 Mio.    |
| 13         | 13        | Der Meister            | The Master             | 4. Okt. 2014         | 7. Mai 2015                           | Phil Abraham       | Carlton Cuse & Chuck Hogan                    | 2,09 Mio.    |

### Staffel 2
| Nr. (ges.) | Nr. (St.) | Deutscher Titel          | Originaltitel           | Erstausstrahlung USA | Deutschsprachige Erstausstrahlung (D) | Regie           | Drehbuch                        | Quoten (USA) |
| ---------- | --------- | ------------------------ | ----------------------- | -------------------- | ------------------------------------- | --------------- | ------------------------------- | ------------ |
| 14         | 1         | Nachtkinder              | BK, NY                  | 12. Juli 2015        | 17. Sep. 2015                         | Gregory Hoblit  | Carlton Cuse & Chuck Hogan      | 1,66 Mio.    |
| 15         | 2         | Willkommen in der Herde  | By Any Means            | 19. Juli 2015        | 24. Sep. 2015                         | TJ Scott        | Bradley Thompson & David Weddle | 1,63 Mio.    |
| 16         | 3         | Blutige Botschaft        | Fort Defiance           | 26. Juli 2015        | 1. Okt. 2015                          | Guy Ferland     | Regina Corrado                  | 1,47 Mio.    |
| 17         | 4         | Der silberne Engel       | The Silver Angel        | 2. Aug. 2015         | 8. Okt. 2015                          | J. Miles Dale   | Chuck Hogan                     | 1,38 Mio.    |
| 18         | 5         | Kurz und schmerzlos      | Quick and Painless      | 9. Aug. 2015         | 15. Okt. 2015                         | Liz Phang       | Charlie Craig                   | 1,26 Mio.    |
| 19         | 6         | Die große Verwandlung    | Identity                | 16. Aug. 2015        | 22. Okt. 2015                         | Howard Deutch   | Justin Britt-Gibson             | 1,44 Mio.    |
| 20         | 7         | Der Blutgeborene         | The Born                | 23. Aug. 2015        | 29. Okt. 2015                         | Howard Deutch   | Chuck Hogan                     | 0,95 Mio.    |
| 21         | 8         | Occido Lumen             | Intruders               | 30. Aug. 2015        | 5. Nov. 2015                          | Kevin Dowling   | David Weddle & Bradley Thompson | 1,36 Mio.    |
| 22         | 9         | Die Schlacht um Red Hook | The Battle for Red Rock | 6. Sep. 2015         | 12. Nov. 2015                         | Kevin Dowling   | Regina Corrado                  | 1,15 Mio.    |
| 23         | 10        | Der Anschlag             | The Assassin            | 13. Sep. 2015        | 19. Nov. 2015                         | Phil Abraham    | Liz Phang                       | 1,30 Mio.    |
| 24         | 11        | Mayfield Hotel           | Dead End                | 20. Sep. 2015        | 26. Nov. 2015                         | Phil Abraham    | Carlton Cuse & Regina Corrado   | 1,42 Mio.    |
| 25         | 12        | Weißes Blut              | Fallen Light            | 27. Sep. 2015        | 3. Dez. 2015                          | Vincenzo Natali | Bradley Thompson & David Weddle | 1,23 Mio.    |
| 26         | 13        | Der letzte Zug           | Night Train             | 4. Okt. 2015         | 10. Dez. 2015                         | Vincenzo Natali | Carlton Cuse & Chuck Hogan      | 1,17 Mio.    |

### Staffel 3
| Nr. (ges.) | Nr. (St.) | Deutscher Titel                 | Originaltitel              | Erstausstrahlung USA | Deutschsprachige Erstausstrahlung (D) | Regie           | Drehbuch                             | Quoten (USA) |
| ---------- | --------- | ------------------------------- | -------------------------- | -------------------- | ------------------------------------- | --------------- | ------------------------------------ | ------------ |
| 27         | 1         | New York Strong                 | New York Strong            | 28. Aug. 2016        | 29. Aug. 2016                         | J. Miles Dale   | Carlton Cuse & Chuck Hogan           | 1,35 Mio.    |
| 28         | 2         | Die stille Stimme               | Bad White                  | 4. Sep. 2016         | 5. Sep. 2016                          | J. Miles Dale   | Bradley Thompson & David Weddle      | 0,99 Mio.    |
| 29         | 3         | Saat der Zerstörung             | First Born                 | 11. Sep. 2016        | 12. Sep. 2016                         | Ken Girotti     | Chuck Hogan                          | 1,11 Mio.    |
| 30         | 4         | Mann ohne Plan                  | Gone But Not Forgotten     | 18. Sep. 2016        | 19. Sep. 2016                         | Ken Girotti     | Regina Corrado                       | 0,99 Mio.    |
| 31         | 5         | Nah am Wahnsinn                 | Madness                    | 25. Sep. 2016        | 26. Sep. 2016                         | Deran Sarafian  | Liz Phang                            | 0,88 Mio.    |
| 32         | 6         | Das Nest                        | The Battle of Central Park | 2. Okt. 2016         | 3. Okt. 2016                          | Deran Sarafian  | Bradley Thompson & David Weddle      | 0,80 Mio.    |
| 33         | 7         | Nur ein Tropfen                 | Collaborators              | 9. Okt. 2016         | 10. Okt. 2016                         | T.J. Scott      | Chuck Hogan & Glen Witman            | 0,82 Mio.    |
| 34         | 8         | Die Blutfabrik                  | White Light                | 16. Okt. 2016        | 17. Okt. 2016                         | T.J. Scott      | Regina Corrado & Elizabeth Ann Phang | 0,85 Mio.    |
| 35         | 9         | Der Pakt                        | Do or Die                  | 23. Okt. 2016        | 24. Okt. 2016                         | Vincenzo Natali | David Weddle & Bradley Thompson      | 0,94 Mio.    |
| 36         | 10        | Die letzten Tage der Menschheit | The Fall                   | 30. Okt. 2016        | 31. Okt. 2016                         | Carlton Cuse    | Carlton Cuse & Chuck Hogan           | 0,89 Mio.    |

### Staffel 4
| Nr. (ges.) | Nr. (St.) | Deutscher Titel                | Originaltitel      | Erstausstrahlung USA | Deutschsprachige Erstausstrahlung (D) | Regie          | Drehbuch                        | Quoten (USA) |
| ---------- | --------- | ------------------------------ | ------------------ | -------------------- | ------------------------------------- | -------------- | ------------------------------- | ------------ |
| 37         | 1         | Nuklearer Winter               | The Worm Turns     | 16. Juli 2017        | 4. Aug. 2017                          | J. Miles Dale  | Carlton Cuse & Chuck Hogan      | 1,44 Mio.    |
| 38         | 2         | B-Positiv                      | The Blood Tax      | 23. Juli 2017        | 11. Aug. 2017                         | J. Miles Dale  | Liz Phang                       | 0,91 Mio.    |
| 39         | 3         | Augen voller Blut              | One Shot           | 30. Juli 2017        | 18. Aug. 2017                         | Kevin Dowling  | Bradley Thompson & David Weddle | 0,86 Mio.    |
| 40         | 4         | Baby-Ernte                     | New Horizons       | 6. Aug. 2017         | 25. Aug. 2017                         | Kevin Dowling  | Mickey Fisher                   | 1,17 Mio.    |
| 41         | 5         | Farmer und Vieh                | Belly Of The Beast | 13. Aug. 2017        | 1. Sep. 2017                          | Norberto Barba | Jeff Wadlow                     | 0,93 Mio.    |
| 42         | 6         | Verschmähte Liebe              | Tainted Love       | 20. Aug. 2017        | 8. Sep. 2017                          | Norberto Barba | Paul Keables                    | 0,79 Mio.    |
| 43         | 7         | Die Brücke von Manhattan       | Ouroboros          | 27. Aug. 2017        | 15. Sep. 2017                         | Thomas Carter  | Andy Iser                       | 0,89 Mio.    |
| 44         | 8         | Ein Flackern in der Dunkelheit | Extraction         | 3. Sep. 2017         | 22. Sep. 2017                         | Paco Cabezas   | Liz Phang                       | 1,01 Mio.    |
| 45         | 9         | Der Duft des Blutes            | The Traitor        | 10. Sep. 2017        | 29. Sep. 2017                         | Jennifer Lynch | David Weddle & Bradley Thompson | 0,84 Mio.    |
| 46         | 10        | Das letzte Opfer               | The Last Stand     | 17. Sep. 2017        | 6. Okt. 2017                          | J. Miles Dale  | Chuck Hogan & Carlton Cuse      | 1,00 Mio.    |

## Rezeption
In seiner Kritik zur Pilotepisode schrieb Axel Schmitt vom Branchenportal Serienjunkies.de: „In Kino und Fernsehen wurde der Vampir während des Hypes der letzten Jahre meist als erotisches Wesen porträtiert, Vampire mussten Gefühle entwickeln können, sie mussten gut aussehen und mindestens soviel Lust auf Sex haben wie Durst auf Blut. The Strain bricht auf angenehme Weise mit diesem Trend: Vampire sind hier wieder, was sie ursprünglich mal waren: Furchteinflößende Monster“.
Sowohl auf Rotten Tomatoes als auch auf Metacritic bekam die Serie überwiegend positive Kritiken. Lediglich die dritte Staffel fiel etwas ab.
| Bewertungsdienst              | Staffel     | Staffel     | Staffel     | Staffel      | Staffel |
| Bewertungsdienst              | 1           | 2           | 3           | 4            | gesamt  |
| ----------------------------- | ----------- | ----------- | ----------- | ------------ | ------- |
| Rotten Tomatoes (Tomatometer) | 84 % 7,5/10 | 78 % 7,0/10 | 55 % 5,8/10 | 100 % 7,4/10 | 79 %    |
| Metacritic (Metascore)        | 72 %        | 66 %        | 62 %        | – tbd        | 70 %    |

## Literarischer Bezug
Der Rollenname Eldritch Palmer ist eine Referenz an Philip K. Dicks Roman Die drei Stigmata des Palmer Eldritch.